# Maria da Penha
Maria da Penha Maia Fernandes (Fortaleza, 1 februari 1945) is een Braziliaans mensenrechtenactiviste. Ze komt vooral op voor vrouwen die slachtoffer zijn van huiselijk geweld. Da Penha werd bekend door een zaak die ze aanspande tegen haar inmiddels ex-partner, die haar mishandelde. Na de rechtszaak en een uitspraak van een commissie werd de wet op huiselijk geweld aangescherpt en naar haar genoemd: de Wet Maria da Penha (Portugees: Lei Maria da Penha).

## Levensloop
Maria da Penha werd in 1945 geboren in Fortaleza, een stad in de Braziliaanse staat Ceará. In 1976 huwde zij met de Colombiaanse leraar Marco Antonio Heredia Viveros. In eerste instantie was het huwelijk goed, maar volgens Da Penha zou Viveros veranderd zijn nadat hij het Braziliaanse staatsburgerschap had verkregen. Viveros werd onberekenbaar en begon zijn kinderen om onverklaarbare redenen te slaan. Gedurende 1983 verergerde de situatie, waarna hij Da Penha twee keer om het leven probeerde te brengen. De eerste keer beschoot hij haar met een pistool terwijl ze lag te slapen; de tweede keer probeerde hij haar onder de douche te electrocuteren.
Na de eerste moordaanslag werd Da Penha opgenomen in het ziekenhuis, waar haar verteld werd dat ze half verlamd was. Aan de politie vertelde zij dat er ingebroken was en dat ze door de inbrekers was beschoten. Na de tweede moordaanslag spande Da Penha een rechtszaak aan tegen Viveros. Zeven jaar later volgde een uitspraak, waarin hij tot vijftien jaar gevangenisstraf werd veroordeeld. De verdediging ging in hoger beroep, waaruit in 1996 een tweede rechtszaak vloeide. De gevangenisstraf werd uiteindelijk verlaagd naar tien jaar en in 2001 naar acht jaar. Viveros kwam echter een jaar later al vrij.
In 2001 werd de zaak voorgelegd aan de Inter-Amerikaanse Commissie voor de Rechten van de Mens, die concludeerde dat er sprake was van huiselijk geweld. De commissie publiceerde tevens een rapportage waarin de Braziliaanse overheid verantwoordelijk werd gehouden voor nalatigheid en het onvoldoende optreden tegen huiselijk geweld. Daarop werd besloten een aangescherpte wet in te stellen, die na goedkeuring van toenmalig president Luiz Inácio Lula da Silva op 22 september 2006 van kracht ging. Hierin stonden specifieke zaken opgenomen aangaande huiselijk geweld tegen vrouwen, met zware straffen als gevolg. De wet kreeg de naam Wet Maria da Penha (Portugees: Lei Maria da Penha). Verder werden in steden met minimaal 60.000 inwoners speciale rechtbanken geopend, evenals opvanglocaties.
Anno 2025 is Da Penha coördinator van de Associação de Parentes e Amigos de Vítimas de Violência, een organisatie die familieleden en vrienden van slachtoffers van huiselijk geweld bijstaat.
- Gemeinsame Normdatei: 1154513890
- Library of Congress Control Number: nr96008127
- Système universitaire de documentation: 181558173
- Virtual International Authority File: 2364562
- WorldCat: E39PBJpJbvBGW4mWY9gJjbmGHC